# 温浏乡
温浏乡，是中华人民共和国云南省文山壮族苗族自治州丘北县下辖的一个乡镇级行政单位。

## 行政区划
温浏乡下辖以下地区：
温浏村、花交村、干石洞村、石别村、坝稿村、令冲村、石葵村、羊街村、坝达村和革羊村。

## 中国传统村落
2013年8月，石别村被评为第二批中国传统村落。